# オレグ・サレンコ
オレグ・サレンコ（ロシア語: Олег Саленко, 1969年10月25日 - ）は、ロシア・サンクトペテルブルク出身の元同国代表サッカー選手。ポジションはFW。

## 経歴
地元チームのゼニト・レニングラードで選手生活をスタート。その後、ディナモ・キエフやリーガ・エスパニョーラ・バレンシアなどに在籍。
1994年のアメリカW杯では、グループリーグ2戦目のスウェーデン戦で1得点、3戦目のカメルーン戦1試合で5得点と、わずか3試合で6得点を挙げブルガリアのフリスト・ストイチコフとともにゴールデンシューズ賞（得点王）となった。1試合5得点はFIFAワールドカップにおける最多記録であり、グループリーグ敗退チームからの得点王は彼が唯一である。
しかし、W杯以降は自身の健康問題などもあって振るわず、2001年を最後に選手生活から引退した。
なお、サレンコは1989年に出場したワールドユース・サウジアラビア大会でも、4試合5得点と決定力の高さを見せつけ得点王になっている。